# Apsny (báo viết)
Apsny (tiếng Abkhaz: Аҧсны) là một nhật báo tiếng Abkhaz và là tờ báo lâu đời nhất ở Abkhazia. Tờ báo được thành lập vào ngày 27 tháng 2 năm 1919. Tổng biên tập đầu tiên của tờ báo là nhà văn Dmitry Gulia. Khi mới ra mắt, Apsny ra số mới hai lần mỗi tháng, nhưng sau này đã trở thành nhật báo.
Từ năm 1921 đến năm 1991, tờ báo có tên là "Аҧсны ҟаҧшь" ("Abkhazia Đỏ").
Vào ngày 23 tháng 2 năm 2012, tờ báo đã xuất bản số báo thứ 20.000.